# Бучје (Горажде)
Бучје је насељено мјесто у граду Горажду, Босна и Херцеговина.

## Становништво
|             | 2013.      | 1991.        | 1981.         | 1971.         |
| Укупно      | 0 (0,000%) | 90 (100,0%)  | 214 (100,0%)  | 275 (100,0%)  |
| Срби        | –          | 46 (51,11%)  | 89 (41,59%)   | 105 (38,18%)  |
| Бошњаци     | –          | 44 (48,89%)1 | 123 (57,48%)1 | 170 (61,82%)1 |
| Југословени | –          | –            | 2 (0,935%)    | –             |

1. 1 На пописима од 1971. до 1991. Бошњаци су пописивани углавном као Муслимани.